# 아카데미과학
아카데미과학은 대한민국의 완구 기업이다. 1969년  고 김순환 회장의 서울 돈암동 자택에서 창립된 아카데미는 프라모델, 에어소프트건, 카드 등 다양한 장난감을 만들어 출시하고 있다.

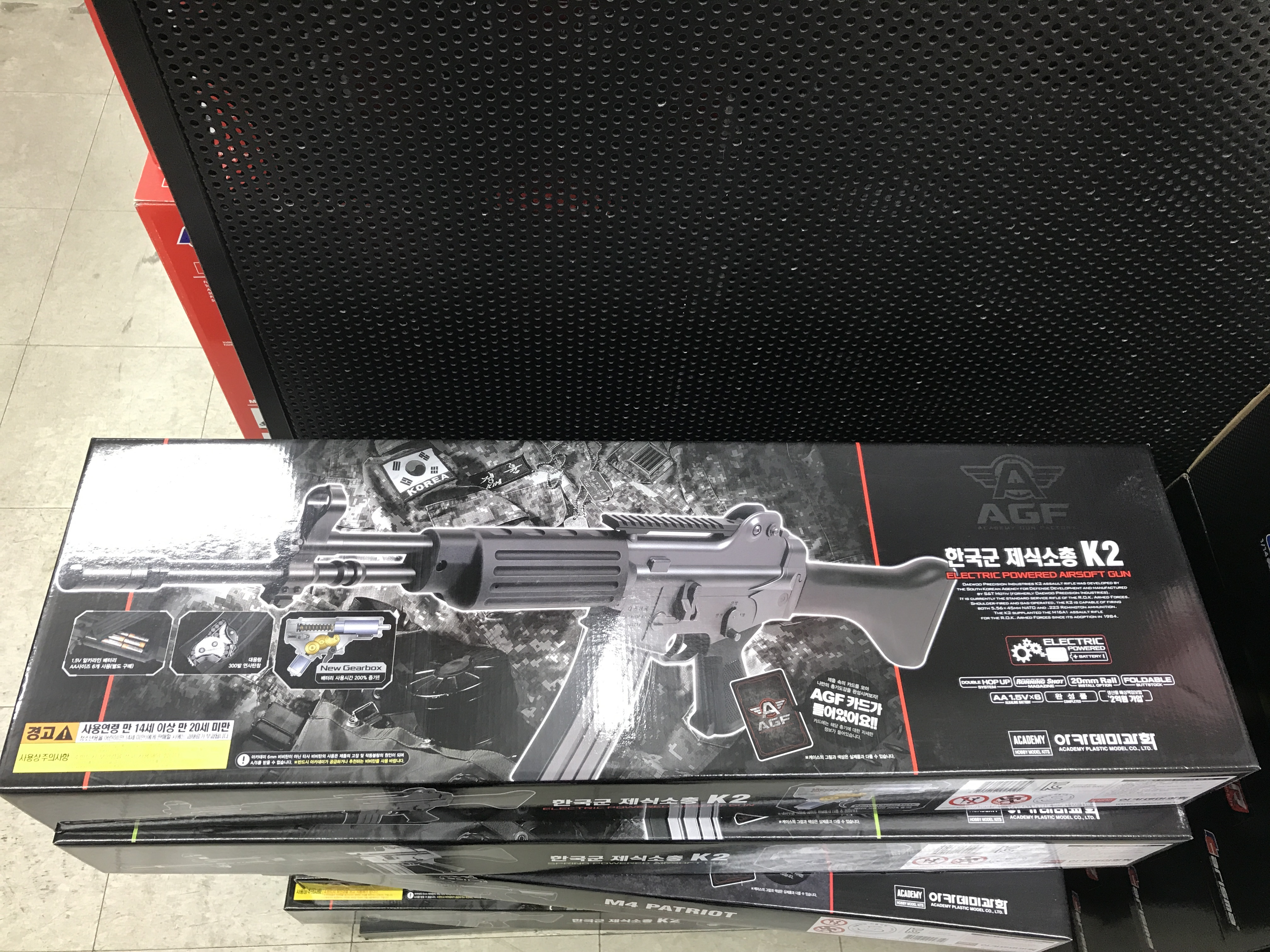
아카데미과학에서 출시한 K2 에어소프트건 전동건

대표 김순환은 2025년 3월 1일 노환으로 별세하였다.

## 생산제품
에어소프트 건
프라모델

### 전동건
- MPX 전동건
- HK416D 전동건[2]
- KITTY KAT 전동건
- SCAR 전동건
- M4A1 전동건
- M4카빈 전동건
- 패트리어트 전동건
- 미니UZ 전동건
- M7 전동건
- K1A 전동건
- K2 전동건
- K2C1 전동건
- FAMAS 전동건
- AKS-74U 전동건
- AK-47 전동건

### 에어코킹건
- 기타 에어코킹 권총들(약 41개)
- AWM 에어코킹건[3]

## 같이 보기
- 미니카
- 자동차 모형
- 타미야 (기업)
- 프라모델